# Gyepüpataka
Gyepüpataka (Prisaca), település Romániában, a Partiumban, Bihar megyében.

## Fekvése
A Király-erdő alatt, Belényestől északnyugatra, Belényesforró és Belényesvalány közt fekvő település.

## Története
Gyepüpataka nevét 1580-ban említették először Giapiupataka néven.
1808-ban Preszaka, 1851-ben Preszáka, 1913-ban Gyepüpataka néven írták.
1851-ben Fényes Elek írta a településről:
"Preszáka, Bihar vármegyében, dombos helyen, 529 óhitű lakossal, anyatemplommal... Bírja a váradi püspök."
1910-ben 576 lakosábül 3 magyar, 573 román volt. Ebből 541 görögkatolikus, 32 görögkeleti ortodox.
A trianoni békeszerződés előtt Bihar vármegye Belényesi járásához tartozott.

## Nevezetességek
- Görögkatolikus temploma - 1840-ben épült.

## Hivatkozások

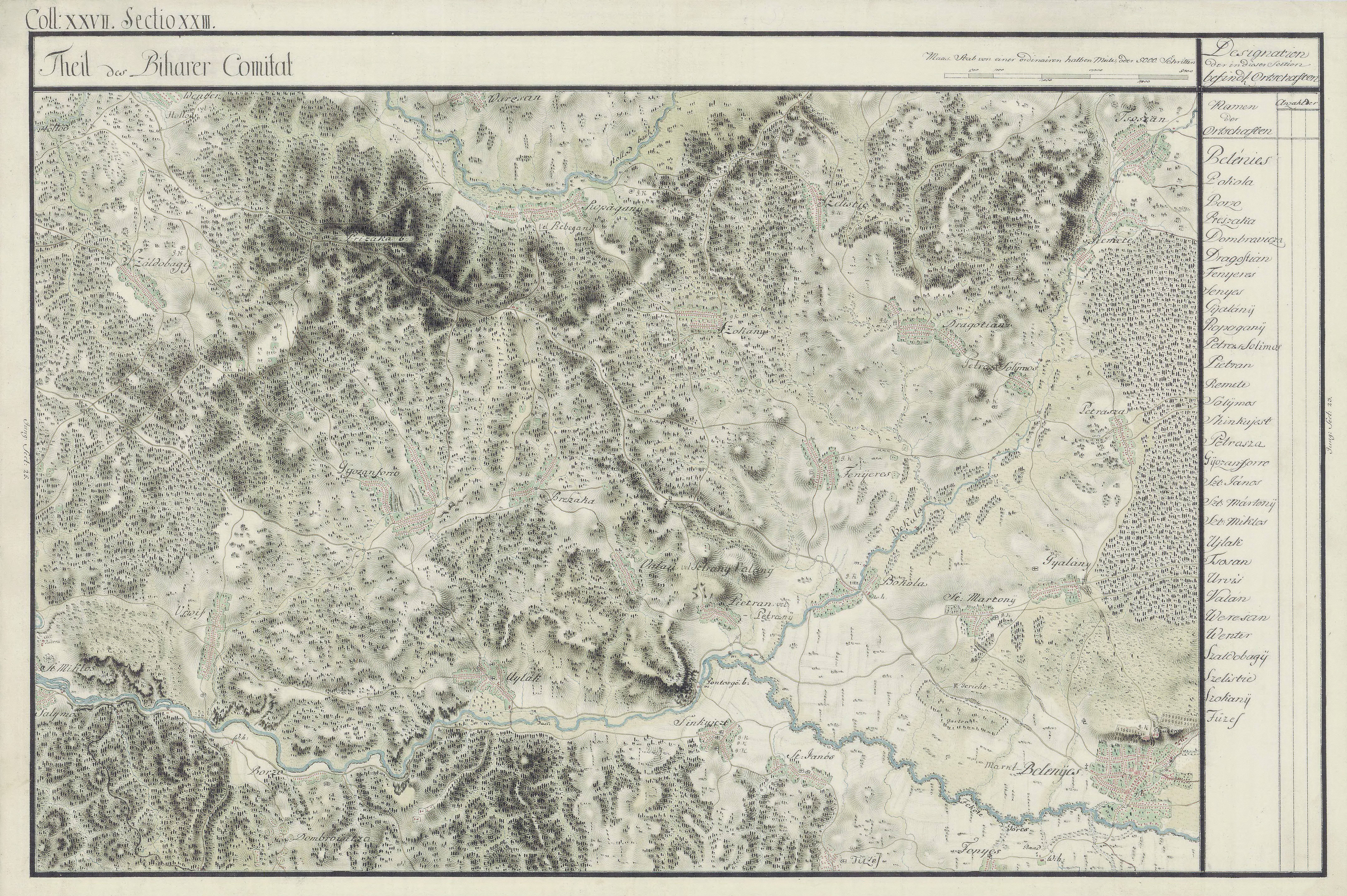
Gyepüpataka (Preszáka) egy régi, 1700-as évekből való térképen